# UTC−07:00

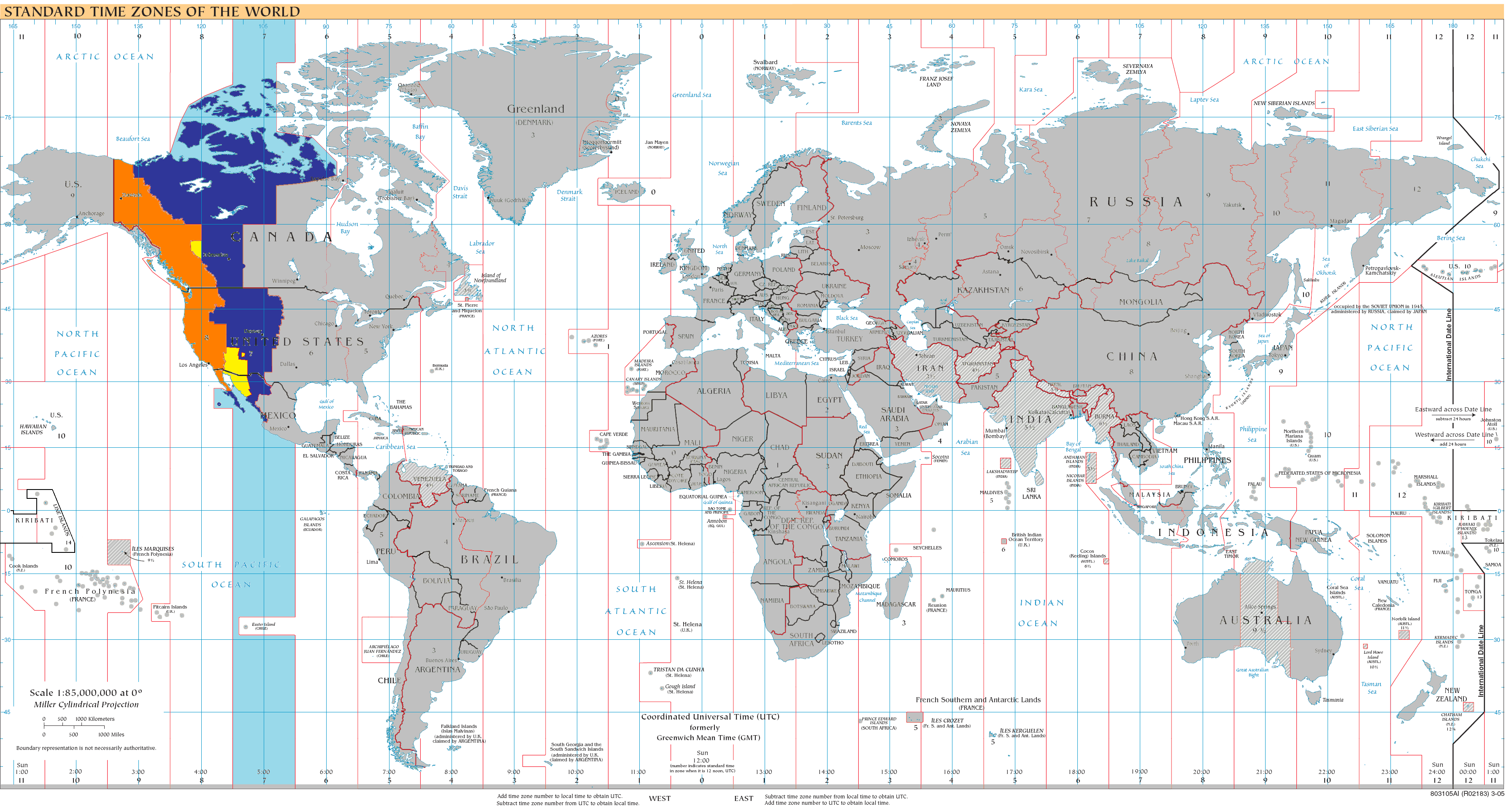
území, kde čas UTC-7 platí celoročně
území, kde čas UTC-7 platí sezónně v zimním období
území, kde čas UTC-7 platí sezónně v letním období
území, kde čas UTC-7 neplatí
mořské plochy spadající do pásma UTC-7
mořské plochy nespadající do pásma UTC-7
Poznámka: Stav k roku 2008

UTC−07:00 je zkratka a identifikátor časového posunu o -7 hodin oproti koordinovanému světovému času. Tato zkratka je všeobecně užívána.
Existují i jiné zápisy se stejným významem:
- UTC-7 — zjednodušený zápis odvozený od základního[1]
- T — jednopísmenné označení používané námořníky, které lze pomocí hláskovací tabulky převést na jednoslovný název (Tango).[2]

Zkratka se často chápe ve významu časového pásma s tímto časovým posunem. Odpovídajícím řídícím poledníkem je pro tento čas 105° západní délky, čemuž odpovídá teoretický rozsah pásma mezi 97°30′ a 112°30′ západní délky.

## Jiná pojmenování
| zkratka | česky                 | anglicky               | poznámka                                                             | odkaz |
| MST     | horský standardní čas | Mountain Standard Time | viz časová pásma v Kanadě, časová pásma v Mexiku, časová pásma v USA | [ 4 ] |
| PDT     | pacifický letní čas   | Pacific Daylight Time  | viz časová pásma v Kanadě, časová pásma v Mexiku, časová pásma v USA | [ 5 ] |

## Úředně stanovený čas
Čas UTC−07:00 je používán na následujících územích, přičemž standardním časem se míní čas definovaný na daném území jako základní, od jehož definice se odvíjí sezónní změna času.

### Celoročně platný čas
- Kanada — standardní čas platný na části území (Yukon)
- Mexiko — standardní čas platný na části území (Baja California Sur, Nayarit, Sinaloa, Sonora a části státu Colima[p 5])
- Spojené státy americké — standardní čas platný části území (Arizona[p 6])

### Sezónně platný čas
- Kanada — standardní čas platný[p 7] na části území (Alberta, Severozápadní teritoria, část teritoria Nunavut[p 8] a nepatrná část Saskatchewanu[p 9])
- Kanada — letní čas platný[p 7] na části území (Britská Kolumbie) posunutý o hodinu oproti standardnímu času
- Mexiko — letní čas platný[p 10] na části území (Baja California) posunutý o hodinu oproti standardnímu času
- Spojené státy americké — standardní čas platný[p 11] na části území
- Spojené státy americké — letní čas platný[p 11] na části území posunutý o hodinu oproti standardnímu času

## Neoficiální čas
V Kanadě se kromě zákonem stanovených území užívá tento čas celoročně na východě Britské Kolumbie v kraji Severní Rockies (Northern Rockies Regional Municipality), ve městě Creston a s výjimkou města Fort Ware také v kraji Peace River (Peace River Regional Municipality). Odlišně od regulace se také používá výhradně v zimě v krajích Východní Kootenay (Regional District of East Kootenay), části krajů Columbia-Shuswap (Columbia-Shuswap Regional District) a Střední Kootenay (Regional District of Central Kootenay).